# Aardappelrooister
Aardappelrooister is een werk van Vincent van Gogh (Groot-Zundert 1853 - Auvers-sur-Oise 1890), vermoedelijk uit 1885. Het behoort tot de collectie van het Koninklijk Museum voor Schone Kunsten Antwerpen.

## Context
Vincent van Gogh werd in 1853 geboren te Groot-Zundert. Tussen 1883 en 1885 werkte hij achtereenvolgens in Drenthe en Nuenen. Vooral in het laatste dorp was het moeilijk leven. Landarbeiders en kleine boeren konden er nauwelijks overleven op de schrale gronden. Mogelijk vormde dat de inspiratie voor zijn schilderijen van landelijke omgevingen en boerenmodellen. Hij werd daarin geïnspireerd door Jean-François Millet, die hij beschouwde als de ‘eeuwige meester’ van het boerengenre. Het was zijn Hollandse periode, waarin hij boeren en handwerklieden zag als vrome mensen die nobele arbeid verrichten. Net zoals Millet en Jules Breton toonde hij in zijn ‘schilderijen met klompen’, zoals hij zijn werken noemde, vooral seizoensgebonden arbeid.
Midden juli 1885 maakte de schilder “een stuk of zes vrij grote doeken”, waaronder De aardappeleters. Hij besloot “voorlopig slechts kleine verder te maken”. Dat waren figuurstudies. De Aardappelrooister is er een van.

## Beschrijving
Het werk toont een voorovergebogen vrouw die op een veld aardappels rooit. De vrouw, of zelfs het landschap, is echter niet het onderwerp van het doek. Dat is de zware arbeid. Het vervormt, of misvormt alles. Dat gevoel wordt versterkt door van Goghs brute, onbehouwen manier van schilderen. Volgens kunsthistorici komt de hoekige en zware schilderwijze overeen met het harde leven dat hij wilde uitbeelden. Hij flatteerde niet en maakte geen onderscheid tussen de vrouw, de aarde of de aardappelen.

## Provenance
Na eerst in het bezit geweest te zijn van J. Willebeek le Mair, belandde het werk, dat toen eigendom was van een onbekende eigenaar, op een veiling. Dankzij de bemiddeling van het Paleis voor Schone Kunsten Brussel was het Koninklijk Museum voor Schone Kunsten Antwerpen in staat het werk aan te kopen. Walther Vanbeselaere, de toenmalige hoofdconservator schreef er het volgende over: “Het enige, uitmuntend werkje uit Vincent's Hollandse, donkere tijd, dat in Vlaams bezit was (Leten, Gent). De enige Van Gogh in ons bezit, dank zij de lage prijs (300.000 fr.) waarvoor het geveild werd.”

## Diefstal
Het schilderij werd in 1997 uit het museum gestolen. Undercoveragenten van de federale politie wisten het werk te recupereren door een koop in scène te zetten en het bestelbusje van de dieven te bestormen zodra duidelijk was dat het schilderij aan boord was.